# Training
Training (englisch to train, „auf einen Wettkampf vorbereiten“; deutsch „gezielte Übung“) ist der Anglizismus für eine systematisch aufgebaute und organisierte Tätigkeit, die bei Personen auf eine Verbesserung der körperlichen und/oder geistigen Fähigkeiten abzielt. Das Training von Tieren heißt Dressur.

## Allgemeines
Ursprünglich stammte das Wort aus lateinisch trahere für „ziehen, schleppen“, das über französisch trainer im Englischen als „Training“ in der ersten Hälfte des 19. Jahrhunderts übernommen wurde. Hier wurde unter „Training“ lediglich im Pferdesport die Abrichtung und Schulung der Pferde, insbesondere zu Pferderennen, verstanden. Heute wird der Begriff im Alltag meist mit sportlichem Training assoziiert, umfasst aber auch andere Fachgebiete als die Trainingswissenschaft, in welcher sich das „Training“ sukzessive zu einem Grundbegriff entwickelte. 
Entsprechend ist mit einem Training auch Fortbildung, Lehrgang, Proben, Schulung, Übung oder Weiterbildung verbunden. Vom Training abgeleitet ist das Nomen Agentis Trainer(in) für Personen, die ein Training durchführen (lassen) oder überwachen. Für alle Fachgebiete gilt gemeinsam, dass zwischen Trainer und Teilnehmern eine soziale Beziehung besteht, die auf Kooperation ausgerichtet ist und dem Trainer die soziale Rolle des Lehrers zuordnet.
Umgangssprachlich wird bereits bei einer einmalig durchgeführten Übungseinheit von Training gesprochen. Im wissenschaftlichen Diskurs wird zwischen Übung und Training unterschieden, denn eine Übung kann eine kurzfristige Veränderung herbeiführen. Systematisches Training zielt dagegen darauf ab, möglichst langfristig stabile Anpassungseffekte zu erzielen.
Allgemein ist bei allen Formen des Trainings von Bedeutung, sowohl Unter- als auch Überforderung zu vermeiden, da andernfalls die Wirkung des Trainings weder effizient noch optimal ist.

## Personalwesen
Im Personalwesen erscheint „Training“ in vielen Anwendungsbereichen. Ein Trainee absolviert in Personenvereinigungen (Behörden, Unternehmen, Organisationen) eine Berufsausbildung, ohne dass es zu einem externen Abschluss kommt. Dadurch unterscheidet er sich vom Auszubildenden, der eine Abschlussprüfung bei einer Kammer ablegt. In einigen Wirtschaftszweigen – wie etwa bei Kreditinstituten und Versicherungsunternehmen – stellt die Einstellung von Hochschulabsolventen über ein Traineeprogramm den Regelfall dar, der auf eine lange Tradition zurückblickt.
Die Personalentwicklung kennt insgesamt vier Konzepte der betrieblichen Erwachsenen- und Weiterbildung, darunter insbesondere Training on the job und Training near the job. Training on the job (deutsch „Lernen am Arbeitsplatz“) findet am Arbeitsplatz etwa durch Unterweisung statt. Dagegen erfolgt das Training near the job (deutsch „Lernen in der Nähe des Arbeitsplatzes“) durch Lernwerkstatt, Projektgruppe, (externe) Schulung oder Workshop.
Weitere spezialisierte Trainings sind Arbeitstraining, Kommunikationstraining, Konflikttraining, Managementtraining, Team Training, Telefontraining, Verhandlungstraining und Verkaufstraining.

## Mentales Training
Als mentales Training werden in der Psychologie Methoden bezeichnet, welche das Ziel verfolgen, die soziale Kompetenz und die emotionale Kompetenz, die kognitiven Fähigkeiten, die Belastbarkeit, das Selbstbewusstsein, die mentale Stärke oder das Wohlbefinden zu fördern oder zu steigern. Es wird durchgeführt durch die Vorstellung von Bewegungen oder Handlungen, die erst später wirklich ausgeführt werden. Dazu gehört auch das Entspannungsverfahren des autogenen Trainings. Es ist vor allem eine Methode zur Selbstentspannung, wobei mit Hilfe der Autosuggestion und hypnotischen formelhaften Sprachmustern eine autoinduzierte Umschaltung in einen tranceähnlichen Zustand angestrebt wird. Es kann fokussiert werden auf anstehende höhere Aufgaben und Ziele. 

## Sport
Im Sport und in der Sportgymnastik dient das Training der Steigerung und Stabilisierung der sportlichen Leistung und psychophysischen Leistungsfähigkeit und Leistungsbereitschaft. Im Hochleistungssport und Profisport nimmt das Training eine vielfache Zeitspanne des eigentlichen Wettkampfes ein, für den trainiert wird. Viele Sportarten setzen spezifische Trainingsmethoden wie etwa das Fitnesstraining, Höhentraining, Intervalltraining, Konditionstraining oder Krafttraining ein. Im Freizeitsport dient Training insbesondere zur Einübung bestimmter, sporttypischer Bewegungsabläufe. Die Periodisierung des sportlichen Trainings sorgt dafür, dass Training über einen längeren Zeitraum so organisiert ist, dass es im Sinne der Superkompensation Über- und Unterbelastungen vermeidet.
 Als Trainingslager werden Aufenthalte bezeichnet, in denen sich Sportler intensiv auf einen bevorstehenden Wettkampf vorbereiten. Training soll letztlich dazu befähigen, einen Sieg zu erringen.

## Weitere Arten
- Mit Blocktraining soll effektiv ein vorhandener (motorischer) Stereotyp durchbrochen werden.
- In der Gruppendynamik gibt es die Trainingsgruppe (TG, T-Group, gruppendynamisches Training, Kleingruppentraining, Großgruppentraining, Selbsterfahrungsgruppe, gruppendynamisches Laboratorium, Encounter-Gruppe, Gruppenpsychotherapie, Sensitivity Training); siehe auch National Training Laboratory (NTL).
- Das Jugendgerichtsgesetz (JGG) kennt als sozialer Trainingskurs eine in § 10 Abs. 1 Nr. 6 JGG vorgesehene Erziehungsmaßregel des Jugendgerichts in Form einer Weisung an jugendliche Beschuldigte.[9]
- Im Bereich maschinelles Lernen passt das Training Parameter eines Modells an, so dass ein zuvor festgelegtes Fehlermaß für das angepasste Modell kleiner wird.
- Im Bereich der Medizin kommt etwa die Atemgymnastik als Trainingsmethode zum Einsatz.[10]
- Psychotherapie: Bezeichnung für bestimmte Behandlungsprogramme wie zum Beispiel progressive Muskelentspannung, psychoedukatives Training oder Beschäftigungstherapie.
- Im Bereich der sozialen Bewegungen vermitteln Trainings in Gewaltfreier Aktion „bestimmte Methoden zur Analyse einer politischen Situation, zur Zielsetzung und Entwicklung von Strategien sowie zur Einübung konkreter Aktionsformen“.[11]
- In der Sporttherapie bzw. der Bewegungstherapie wird Training verwendet, um eine positive gesundheitliche Wirkung zu erzielen.[12]

## Prävention, Rehabilitation
Schließlich dient Training auch der Prävention und Rehabilitation. Prävention soll Gesundheitsrisiken vorbeugen (etwa Überlebenstraining), Rehabilitation soll eingetretene Gesundheitsrisiken durch Training heilen (etwa Bewegungstraining). 